# Noriaki Yamada
Pour les articles homonymes, voir Yamada.
Noriaki Yamada (山田 憲昭, Yamada Noriaki), né le 8 octobre 1951 à Yoshinodani (préfecture d'Ishikawa) et mort le 10 mars 2023 à Hakusan (préfecture d'Ishikawa), est un homme politique japonais. Membre du parti libéral démocrate, il a été président de l'assemblée préfectorale d'Ishikawa de 2012 à 2013.
Yamada meurt des suites de blessures à la tête subies lors d'une chute à Hakusan, le 10 mars 2023. Il avait 71 ans.